# Мухаммед аль-Мансур бін Абдалла
Мухаммед аль-Мансур бін Абдалла (араб. محمد بن عبد الله الوزير; 16 грудня 1802 – 8 лютого 1890) – зейдитський імам Ємену. Нащадок імама Юсуфа ад-Даї.